# Agngylet (Kyrkhults socken, Blekinge, 625700-142078)
Agngylet är en sjö i Olofströms kommun i Blekinge och ingår i Skräbeåns huvudavrinningsområde.